# Ivan Cerioli
Ivan Cerioli (Codogno, 26 de enero de 1971) es un deportista italiano que compitió en ciclismo en las modalidades de pista y ruta.
Ganó una medalla de bronce en el Campeonato Mundial de Ciclismo en Pista de 1989, en la prueba de persecución por equipos.
Participó en los Juegos Olímpicos de Barcelona 1992, ocupando el cuarto lugar en persecución por equipos.

## Medallero internacional
| Campeonato Mundial | Campeonato Mundial | Campeonato Mundial | Campeonato Mundial          |
| Año                | Lugar              | Medalla            | Competición                 |
| ------------------ | ------------------ | ------------------ | --------------------------- |
| 1989               | Lyon (Francia)     | Medalla de bronce  | Persecución por equipos (A) |